# Жмеренецкий, Константин Вячеславович
Константин Вячеславович Жмеренецкий (род. 9 декабря 1972, Грузия) — российский терапевт, член-корреспондент РАН (2016).

## Биография
Родился 9 декабря 1972 года.
В 1996 году окончил Дальневосточный государственный медицинский университет (Хабаровск).
В 1998 году окончил клиническую ординатуру, а в 2001 году — аспирантуру, защитил кандидатскую диссертацию.
С 2001 по 2012 годы работал в ДВГМУ, пройдя путь от ассистента до декана лечебного факультета (2006—2012) и заведующего кафедрой клинической диагностики (2008—2014).
В 2008 году защитил докторскую диссертацию на тему «Микроциркуляция и влияние на неё ряда лекарственных препаратов при сердечно-сосудистых заболеваниях».
В 2012 году присвоено учёное звание доцента.
С 2012 по 2016 годы — проректор по научной работе и международным связям Института повышения квалификации специалистов здравоохранения Министерства здравоохранения Хабаровского края.
В феврале 2016 года назначен исполняющим обязанности ректора Дальневосточного государственного медицинского университета, в настоящее время — ректор университета.
В октябре 2016 года избран членом-корреспондентом РАН.
В 2022 году в должности ректора подписал обращение Российского союза ректоров в поддержку вторжения России на Украину.

## Научная деятельность
Ведет исследования в области патологии микроциркуляции при внутренних болезнях, оценки влияния фармакопрепаратов на систему кровообращения, разработку способов лечения сердечно-сосудистых заболеваний, организация образования и науки.
Автор более ста научных публикаций, в том числе 3 монографии, 3 патента на изобретения.

## Награды
- Медаль ордена «За заслуги перед Отечеством» 2 степени[7].